# Santa María (Chile)
Santa María é uma comuna da província de San Felipe de Aconcágua, localizada na Região de Valparaíso, Chile. Possui uma área de 166,3 km² e uma população de 12.813 habitantes (2002).